# Montmartin-sur-Mer
Montmartin-sur-Mer är en kommun i departementet Manche i regionen Normandie i norra Frankrike. Kommunen ligger i kantonen Montmartin-sur-Mer som tillhör arrondissementet Coutances. År 2022 hade Montmartin-sur-Mer 1 413 invånare.

## Befolkningsutveckling
Antalet invånare i kommunen Montmartin-sur-Mer
| Referens: INSEE |